# Wino
Wino (oznaka {\displaystyle W^{+}\,}, {\displaystyle W^{-}\,}) je superpartner bozona W. Je eden izmed gauginov, ki so domnevni superpartnerji nosilcev umeritvenega polja, ki jih predvideva umeritvena teorija v kombinaciji s supersimetrijo. Kot superpartner nosilca umeritvenega polja (bozon) spada wino med fermione. 
Po Minimalnem supersimetričnem standardnem modelu med gaugine spadajo še zino (superpartner bozona Z), bino (superpartner umeritvenega bozona, ki odgovarja šibkemu hipernaboju), fotino (superpartner fotona) in nekateri drugi.